# Kristen Stewart
Kristen Jaymes Stewart (Los Ángeles, California; 9 de abril de 1990) es una actriz estadounidense. Ha recibido distintos premios, entre los que se incluyen un Premio de la Academia Británica de Cine, un Premio César, además de nominaciones a un Premio Óscar, un Premios del Sindicato de Actores, un Globo de Oro y un Premio de la Crítica Cinematográfica, fue la actriz mejor pagada del mundo en 2012.
Stewart, nacida y criada en Los Ángeles de padres que trabajaban en la industria del cine, ganó notoriedad por primera vez a los 12 años por su papel en el thriller La habitación del pánico (2002) de David Fincher, en el que interpretaba a la hija de Jodie Foster y que le valió una nominación a los Premios Young Artist. Posteriormente protagonizó Speak (2004), Catch That Kid (2004), Zathura: A Space Adventure (2005) e Into the Wild (2007). Luego alcanzó el estrellato mundial por su papel de Bella Swan en la saga de películas de The Twilight Saga (2008-2012), que se encuentra entre las franquicias cinematográficas más taquilleras. Por este papel, recibió el Premio BAFTA a la estrella emergente en 2010.
Después de protagonizar la película de fantasía Snow White & the Huntsman (2012), Stewart evitó en los años siguientes producciones de gran presupuesto en favor de cintas independientes. Asumió papeles en los dramas Camp X-Ray y Siempre Alice (ambos de 2014) y el romance de ciencia ficción Equals (2016). En 2015, obtuvo buenas críticas por su actuación en Clouds of Sils Maria de Olivier Assayas, que le valió el Premio César a la mejor actriz de reparto. Stewart volvió a trabajar con Assayas al año siguiente en el thriller sobrenatural Personal Shopper (2016) e hizo su debut como directora con el cortometraje Come Swim (2017). Regresó a la corriente principal de Hollywood con papeles protagónicos en la película de acción Charlie's Angels (2019) y la comedia romántica Happiest Season (2020). Su interpretación de Diana, princesa de Gales en el drama biográfico Spencer (2021) de Pablo Larraín recibió elogios generalizados de la crítica y le valió nominaciones al Globo de Oro a la mejor actriz en una película dramática, al Premio de la Crítica Cinematográfica y al Premio Óscar a la mejor actriz.
Fue la actriz con mayores ingresos de Hollywood según el Vanity Fair «Hollywood Top Earners List of 2010», con una ganancia estimada de $28.5 millones de dólares. En 2012 fue también declarada la actriz mejor pagada y más rentable de Hollywood según la revista Forbes.
 También fue nombrada por la revista Glamour como la mujer mejor vestida del planeta ese año.

## Biografía
Kristen Jaymes Stewart nació el 9 de abril de 1990 en Los Ángeles, California. Su padre, John Stewart, es director de escena y productor de televisión, mientras que su madre australiana, Jules Mann-Stewart, es guionista, supervisora y cineasta. Jules fue adoptada por una pareja judía en California, Norma y Ben Urman, en 1953; una prueba de ADN mostró que uno de los abuelos maternos biológicos de Kristen era judío askenazí. Stewart tiene un hermano mayor, Cameron B. Stewart, y dos hermanos adoptivos, Dana y Taylor. En 2012, su madre solicitó el divorcio después de 27 años de matrimonio.
Stewart creció en el Valle de San Fernando. Asistió a escuelas locales hasta el séptimo grado y, a medida que se involucraba más en la actuación, continuó su educación a distancia hasta graduarse de la escuela secundaria. Dado que se crio en una familia que trabaja en la industria del entretenimiento como no actores, Stewart pensó que se convertiría en guionista o directora, pero nunca consideró ser actriz y dijo: 

«Nunca quise ser el centro de atención: no era esa niña que decía 'Quiero ser famosa, quiero ser actriz'. Nunca busqué actuar, pero siempre practicaba mi autógrafo porque me encantan los bolígrafos. Escribía mi nombre en todo».

## Carrera profesional

### 1999-2007: Primeros papeles
Stewart comenzó a actuar a los ocho años, después de que un agente la viera intervenir en la obra navideña de su escuela primaria. Después de audicionar durante un año, obtuvo su primer papel con un pequeño papel sin diálogos en la película para televisión de Disney Channel The Thirteenth Year. Su siguiente película fue The Flintstones in Viva Rock Vegas, donde interpretó a la «chica del lanzamiento de anillos». También apareció en la película independiente The Safety of Objects (2001), como la hija marimacho de una madre soltera con problemas (Patricia Clarkson). Stewart también interpretó a una hija diabética de una madre divorciada (Jodie Foster) en la película de suspenso Panic Room (2002), dirigida por David Fincher. Fue nominada a un Premio Young Artist por su actuación. Tras el éxito de Panic Room, Stewart participó en otro thriller, Cold Creek Manor (2003), interpretando a la hija de los personajes de Dennis Quaid y Sharon Stone y recibiendo nuevamente una nominación al Premio Young Artist por su actuación. En este punto de su carrera, comenzó a educarse en su casa debido a sus horarios irregulares.

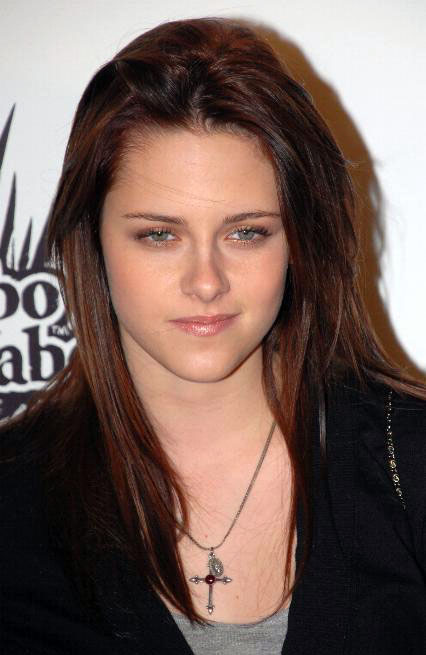
Stewart en 2007.

A los 14 años, recibió el primer papel protagónico en la comedia de acción infantil Catch That Kid (2004), junto a Max Thieriot y Corbin Bleu. Ese año, Stewart también interpretó el papel de Lila en el thriller Undertow (2004). También protagonizó la película para televisión Speak (2004) de Lifetime/Showtime, basada en la novela del mismo nombre de Laurie Halse Anderson. Stewart, de 13 años en el momento de la filmación, interpretó a una estudiante de primer año de secundaria, Melinda Sordino, que casi deja de hablar después de ser violada. Su actuación fue ampliamente elogiada, y The New York Times afirmó que «la Sra. Stewart crea un personaje convincente lleno de dolor y confusión». Apareció en la película de aventuras y fantasía Zathura: A Space Adventure (2005), en el papel de Lisa Budwing, la irresponsable hermana mayor de los hermanos Danny (Jonah Bobo) y Walter (Josh Hutcherson). Mientras juegan un juego de mesa, convierten su casa en una nave espacial que se precipita sin control en el espacio exterior. La película fue elogiada por la crítica, pero la actuación de Stewart no atrajo mucha atención de los medios. Su personaje permanece inmóvil durante la mayor parte de las secuencias. Al año siguiente, interpretó al personaje de Maya en Fierce People (2006), dirigida por Griffin Dunne. Después de esta, recibió el papel principal de Jess Solomon en la película de suspenso sobrenatural The Messengers.
Stewart interpretó a la adolescente Lucy Hardwicke en In the Land of Women (2007), un drama romántico protagonizado por Meg Ryan y Adam Brody. La cinta y la actuación de Stewart, recibieron críticas mixtas. Ese mismo año, tuvo un pequeño papel en la adaptación dirigida por Sean Penn Into the Wild. Por su interpretación de Tracy, una cantante adolescente que está enamorada del joven aventurero Christopher McCandless (interpretado por Emile Hirsch), Stewart recibió críticas mixtas. Si bien Salon.com consideró su trabajo como una «actuación sólida y sensible», y el Chicago Tribune señaló que lo hizo «muy bien con un boceto de un papel», el crítico de Variety, Dennis Harvey, dijo: «No está claro si Stewart pretende interpretar a la chica hippie Tracy como insípida, o si simplemente sale de esa manera». Después de Hacia rutas salvajes, Stewart tuvo un cameo en Jumper y también apareció en What Just Happened, que se estrenó en octubre de 2008. Coprotagonizó The Cake Eaters, una película independiente que se ha proyectado solo en festivales de cine. Tanto la película como la actuación de Stewart recibieron muchas críticas positivas. El crítico Bill Goodykoontz de The Arizona Republic dijo que Stewart «realmente brilla [...] Sobresale en ambos aspectos de la actuación, lo que le da a Georgia una fuerza que desafía cualquier tipo de lástima que uno pueda sentir por ella, sin dejarnos olvidar su vulnerabilidad».

### 2008-2012:Crepúsculoy éxito internacional

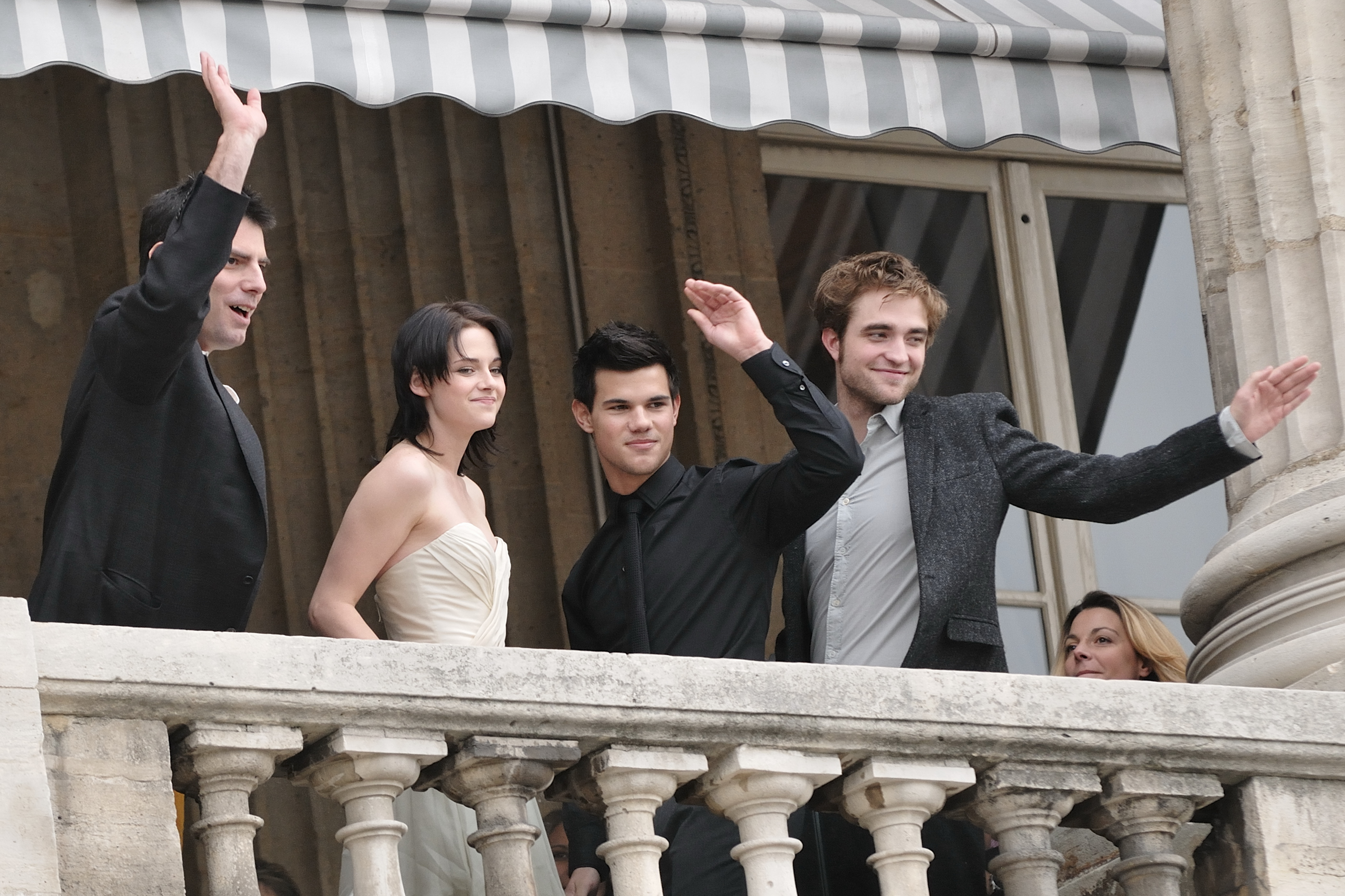
Stewart junto al director Chris Weitz (izquierda), y sus coprotagonistas Taylor Lautner y Robert Pattinson (derecha) durante el estreno de The Twilight Saga: New Moon en noviembre de 2009.

El 16 de noviembre de 2007, Summit Entertainment anunció que Stewart interpretaría al personaje principal Bella Swan en la película de fantasía romántica Twilight, basada en la novela del mismo nombre de Stephenie Meyer. Stewart estaba en el set de Adventureland cuando la directora Catherine Hardwicke la visitó para una prueba de pantalla informal que la «cautivó». Actuó junto a Robert Pattinson, quien interpreta a Edward Cullen, su novio vampiro, y Taylor Lautner en el papel del hombre lobo Jacob Black. La película comenzó su producción en febrero de 2008 y finalizó el rodaje en mayo del mismo año. Ella describió su enfoque hacia el papel como «capturar [...] ese primer despertar, esa propiedad de tu cuerpo y deseo». Crepúsculo (Twilight) se estrenó en los Estados Unidos en noviembre de 2008. Su actuación obtuvo críticas mixtas, con Owen Gleiberman de Entertainment Weekly describiéndola como «la elección de reparto ideal» y elogiándola por transmitir «el desapego de Bella, así como su necesidad de superarlo», mientras que Claudia Puig de USA Today criticó su actuación. por ser «de madera» y carecer de variedad en sus expresiones faciales «en blanco».
Recibió elogios por su papel en Adventureland (2009), una película de comedia dramática escrita y dirigida por Greg Mottola y coprotagonizada por Jesse Eisenberg. El crítico James Berardinelli dijo: «Stewart es más que simplemente atractiva en este papel: convierte a Em en una mujer completamente realizada, y algunos de los desarrollos más intrincados son el resultado de lo que la cámara observa en los ojos de Stewart». Kenneth Turan de Los Angeles Times dijo que Stewart era «hermosa, enigmática y muy experimentada». y James Rocchi de MSN Movies declaró: «El poder vulnerable y espeluznante de Stewart se usa con buenos resultados». Stewart reapareció como Bella en una secuela de Twilight, titulada The Twilight Saga: New Moon, una vez más recibiendo críticas mixtas por su actuación. Jordan Mintzer de Variety llamó a Stewart «el corazón y el alma de la película» y la elogió por dar «tanto peso como profundidad al diálogo [...] hace que las heridas psicológicas de Bella parezcan reales». Por otro lado, Manohla Dargis de The New York Times dijo que «el blues de chica solitaria de Stewart pronto se vuelve aburrido» y Bill Goodykoontz de The Arizona Republic declaró que «Stewart es una gran decepción [...] Ella absorbe la energía de la película». Repitió este papel en una tercera película, The Twilight Saga: Eclipse, que se estrenó en junio de 2010. Los críticos fueron más cálidos con la película en comparación con sus predecesores.

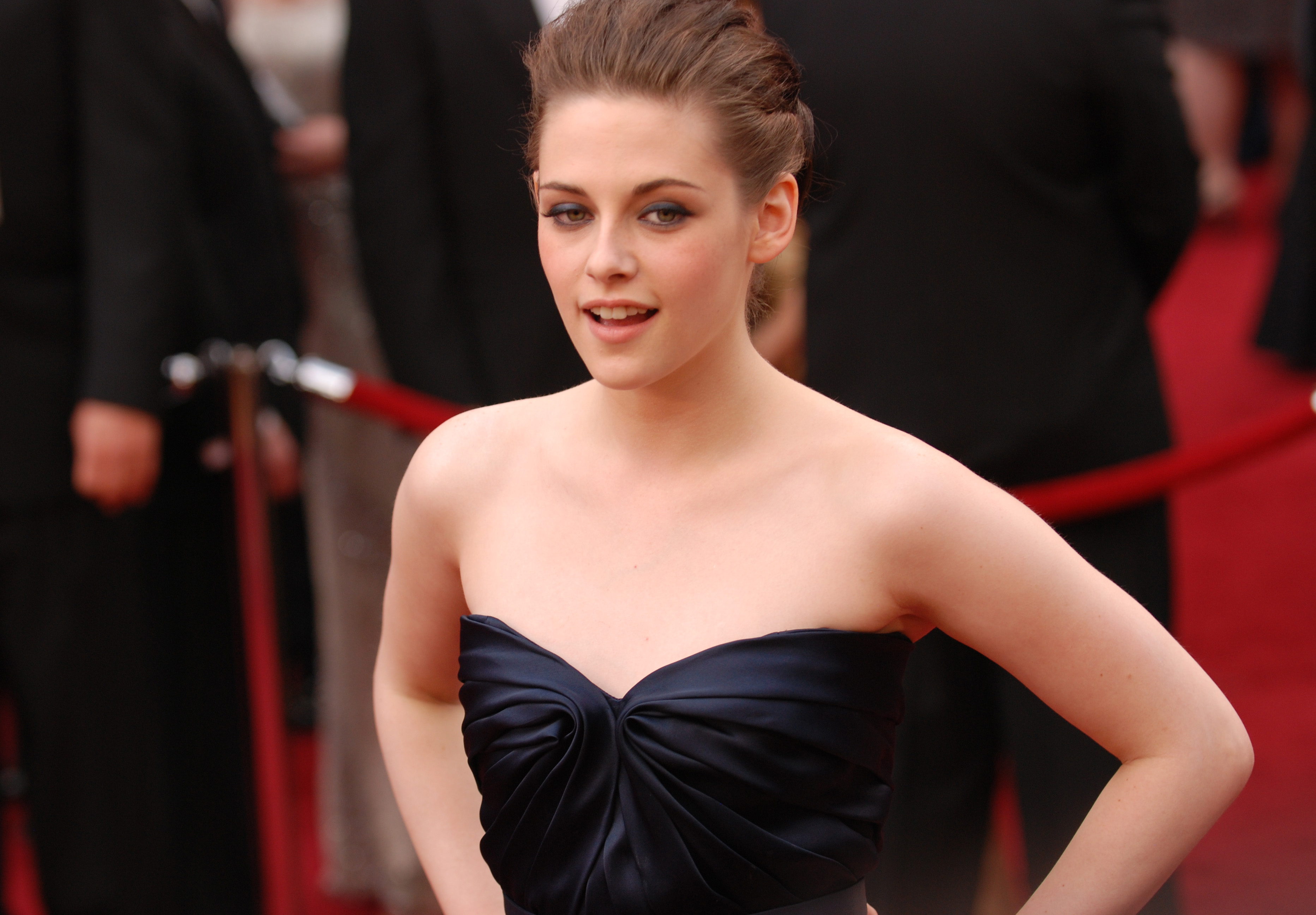
Stewart en los Premios Óscar en 2010.

Stewart protagonizó The Yellow Handkerchief, que se estrenó en el Festival de Cine de Sundance de 2009 y se estrenó en los cines en 2010. También protagonizó junto a James Gandolfini Welcome to the Rileys, que se estrenó en el Festival de Cine de Sundance de 2010. Ese mismo año, Stewart interpretó a la estrella de rock Joan Jett en The Runaways, una película biográfica de la banda femenina homónina de los años 70 de la escritora y directora Floria Sigismondi. Stewart se reunió con Jett para prepararse para el papel y grabar canciones en un estudio para la película. Al elogiar la actuación de Stewart, Bill Holdship del Metro Times escribió: «Resulta que Stewart es realmente bueno para capturar la arrogancia gélida, dura pero genial de Jett, agregando los toques necesarios de vulnerabilidad que la transforman en una actuación bastante fabulosa. Stewart es una verdadera estrella de rock aquí». Además, AO Scott de The New York Times señaló que un «Stewart vigilante y sin pretensiones» «le da a la película su columna vertebral y alma». Kristen asistió a la 63.ª edición de los Premios BAFTA que se llevaron a cabo en la Royal Opera House de Londres, donde recibió el premio BAFTA a la estrella emergente. El 7 de marzo del mismo año, asistió a la 82.ª edición de los premios Óscar que se celebraron en el Teatro Dolby de Los Ángeles. Kristen y su coprotagonista de Twilight Taylor Lautner presentaron un homenaje en honor del género de película de terror.
Stewart encabezó la lista de Forbes de «Actores mejor pagados de Hollywood» en 2011. Fue catalogada como la decimotercera figura de la industria con mayores ingresos en la lista «Los 40 principales de Hollywood» de Vanity Fair en el mismo año, con una ganancia estimada de $28,5 millones por sus papeles cinematográficos durante el año. Forbes también la clasificó como la actriz mejor pagada del mundo en 2012, con ganancias totales de 34,5 millones de dólares. La cuarta entrega de la serie de películas The Twilight Saga, The Twilight Saga: Breaking Dawn - Part 1, se estrenó el 18 de noviembre de 2011. A pesar de que la película recibió críticas negativas, se elogió su actuación. Gabriel Chong calificó el trabajo de Stewart como «fascinante» y dijo que «hace que cada emoción [de Bella] se sienta intensamente, desde la alegría, el temor, la ansiedad, la angustia y, sobre todo, la determinación tranquila y resuelta». Dan Konis de The Village Voice dijo Stewart «subestima maravillosamente» el papel. Ciertos críticos encontraron que faltaba la química de Stewart con Pattinson y dijeron que la relación entre sus personajes salió como una «farsa» en la pantalla, o que ninguno de los tres protagonistas fue convincente en su papel.

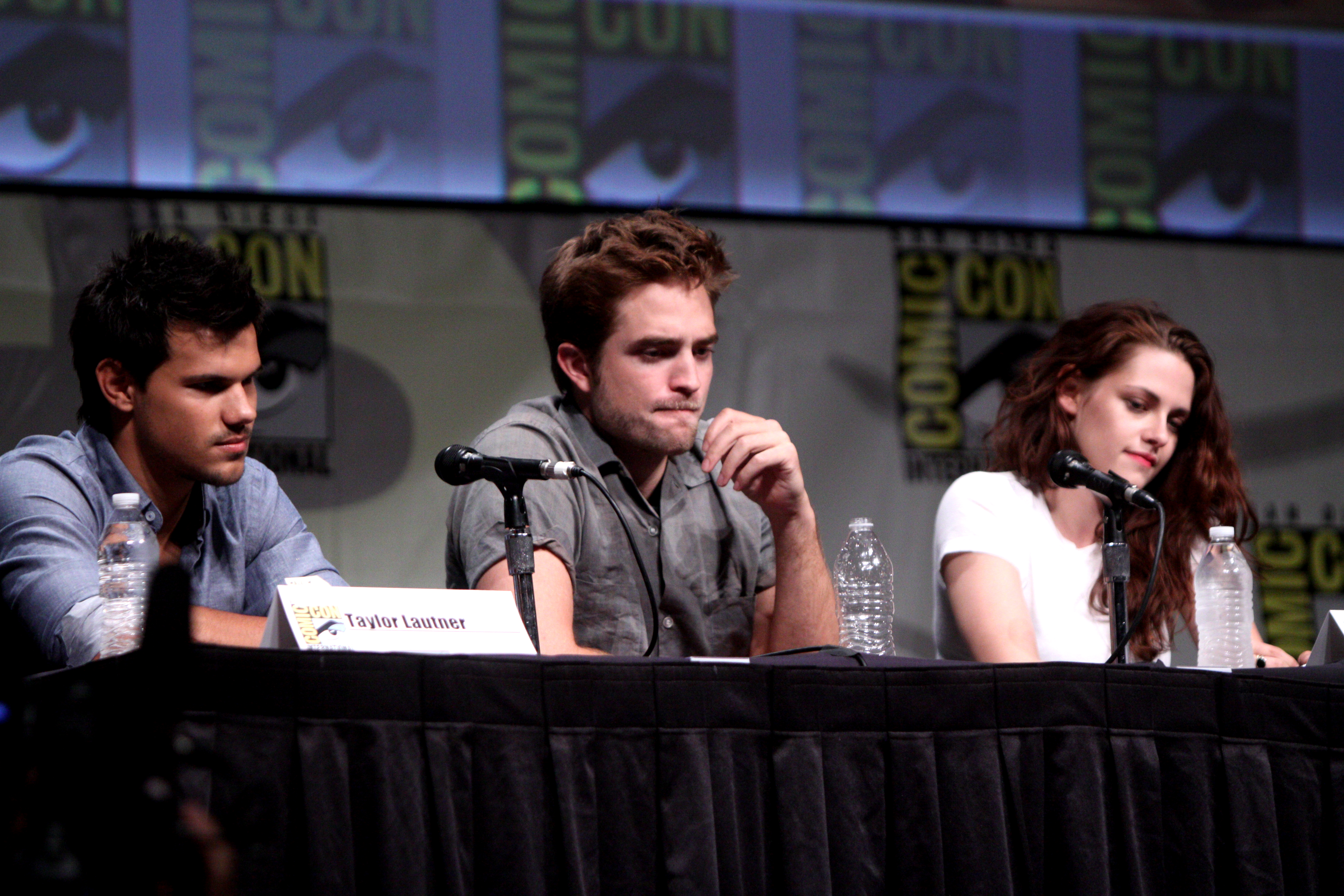
Stewart con Taylor Lautner (izquierda) y Robert Pattinson (medio) en la Convención Internacional de Cómics de San Diego en 2012.

El 6 de diciembre de 2011, Stewart fue nombrada número uno en la lista de la revista Forbes de «Los mejores actores de Hollywood por su dinero». El 13 de enero de 2012, fue designada como el rostro de un nuevo perfume sin nombre de Balenciaga; en junio, su nombre fue promocionado como «Florabotanica». Stewart interpretó a Blancanieves en la película Snow White & the Huntsman (2012). Stewart aparece como Mary Lou en On the Road, la adaptación cinematográfica de la novela del mismo nombre de Jack Kerouac. Concluyó con el papel de Bella Swan en The Twilight Saga: Breaking Dawn - Part 2, estrenada en noviembre de 2012. La película atrajo una respuesta crítica mixta pero tuvo éxito durante su carrera de taquilla, recaudando $830 millones en todo el mundo y convirtiéndose en la película número 81 con mayor recaudación. La serie de películas Twilight, apodada The Twilight Saga, generó $3320 millones en todo el mundo, lo que la convierte en una de las franquicias cinematográficas más taquilleras. Según Forbes, Stewart fue la actriz mejor pagada del mundo en 2012, con ganancias totales de 34,5 millones de dólares. Ganó 12,5 millones de dólares por cada una de las dos últimas entregas de la serie Twilight, incluidas las regalías.

### 2013-2016: Papeles principales dramáticos y continuo éxito cinematográfico
El 11 de diciembre de 2013, Chanel anunció a Stewart como su «nueva cara» para una colección de moda de inspiración occidental. La campaña fue fotografiada por Karl Lagerfeld y lanzada en línea en mayo de 2014. En 2014, Balenciaga lanzó una nueva fragancia, Rosabotanica, con Stewart como rostro de la marca. Ocupó el puesto número 3 de la actriz mejor pagada de Forbes en 2013, con una ganancia total de $22 millones, el puesto número 10 en 2014 con $12 millones y el puesto número 9 en 2015 con $12 millones. Camp X-Ray, su primera película de 2014, se estrenó en el Festival de Cine de Sundance de 2014 el 17 de enero. Si bien generó críticas mixtas de los críticos, la actuación de Stewart como un joven soldado estacionada en el campo de detención de la Bahía de Guantánamo obtuvo elogios. David Rooney de The Hollywood Reporter lo calificó como «su mejor trabajo en pantalla hasta la fecha [interpretando el papel de] una guardia militar sin experiencia», mientras que Xan Brooks de The Guardian dijo: «Es un papel que nos recuerda lo buena que es su interpretación». Estaba en los gustos de Into the Wild y Adventureland». En 2014, apareció en el video musical de «Just One of The Guys» de Jenny Lewis y en el cortometraje 9 Kisses de The New York Times.

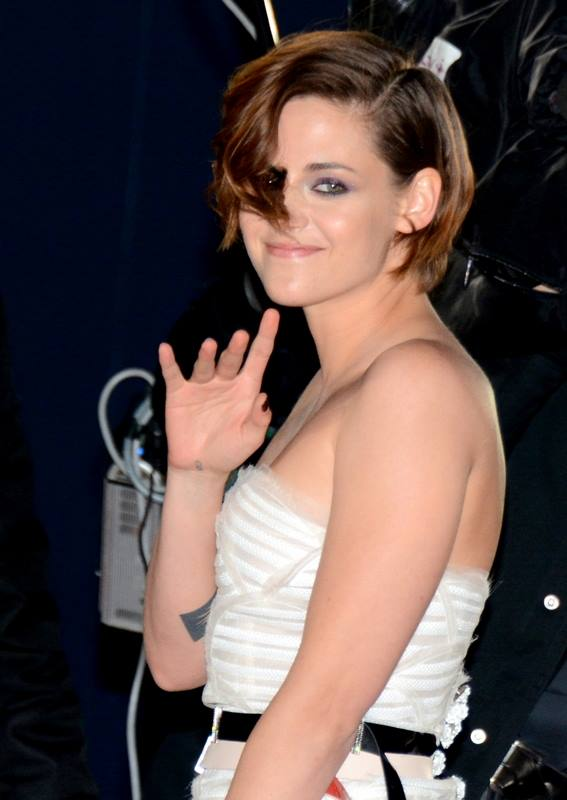
Stewart en los Premios César en 2015.

A continuación, Stewart sustituyó a la actriz Mia Wasikowska y protagonizó junto a Juliette Binoche y Chloë Grace Moretz Clouds of Sils Maria de Olivier Assayas. La película se estrenó en el Festival Internacional de Cine de Cannes de 2014. La producción de la película se llevó a cabo en Suiza entre agosto y octubre del año 2013. Su actuación en la película obtuvo elogios de la crítica. Todd McCarthy de The Hollywood Reporter dijo que «el estilo discreto habitual de Stewart, que puede rozar lo monótono, funciona como un contraste minimizado». Peter Debruge de Variety elogió la «energía espontánea y agitada de Stewart que la convierte en la más convincente actriz estadounidense observable de su generación». Robbie Collin de The Daily Telegraph describió su interpretación como «nítida y sutil, conocida y luego repentinamente distante» y destacó la «brillante ligereza del tacto» en su enfoque del giro de la película. Por la actuación, Stewart ganó el Premio César a la mejor actriz de reparto, convirtiéndose en la primera actriz estadounidense en recibir una nominación en treinta años. Es la segunda ganadora estadounidense después de Adrien Brody, quien ganó el Premio César al mejor actor en 2003. Ese mismo año, Stewart apareció junto a Julianne Moore en Still Alice, una película dramática que se estrenó en el Festival Internacional de Cine de Toronto de 2014. Los críticos elogiaron su actuación en la película. Peter Travers de Rolling Stone la llamó «maravillosamente vibrante y polémica" y dijo: «Incluso cuando Still Alice a veces se vuelve sentimental, Moore y Stewart son divertidos, feroces y gloriosos».
Stewart apareció en Anesthesia de Tim Blake Nelson, un drama independiente sobre un grupo de neoyorquinos, que fue estrenada el 8 de enero de 2016 por IFC Films. Coprotagonizó con Jesse Eisenberg nuevamente en American Ultra (2015). Ese mismo año protagonizó Once and Forever, dirigida por Karl Lagerfeld. Stewart coprotagonizó junto a Nicholas Hoult la historia de amor futurista Equals de Drake Doremus, que se estrenó el 15 de julio de 2016. Se confirmó que Stewart se uniría a la película Certain Women de Kelly Reichardt en 2015; la película se estrenó el 14 de octubre de 2016. Protagonizó la película Café Society de Woody Allen, junto a Steve Carell y Jesse Eisenberg, marcando su tercera colaboración con este último. Fue lanzado en julio de 2016, generando críticas mixtas. Stewart también se reunió con el director de Clouds of Sils Maria, Olivier Assayas, para encabezar su película Personal Shopper, una historia de fantasmas que tiene lugar en la industria de la moda. También coprotagonizó el drama bélico de Ang Lee Billy Lynn's Long Halftime Walk, que se estrenó el 11 de noviembre de 2016. En diciembre de 2016, Stewart apareció en el video musical oficial del sencillo «Ride' Em on» de The Rolling Stones. En 2016, Stewart se convirtió en la actriz más joven en ser homenajeada en el Festival de Cine de Nueva York. En el mismo año, Stewart también fue homenajeada en los premios Elle's Women in Hollywood Awards junto a Amy Adams, Felicity Jones, Anna Kendrick, Aja Naomi King, Helen Mirren y Lupita Nyong'o.

### 2017-presente: Debut como directora ySpencer

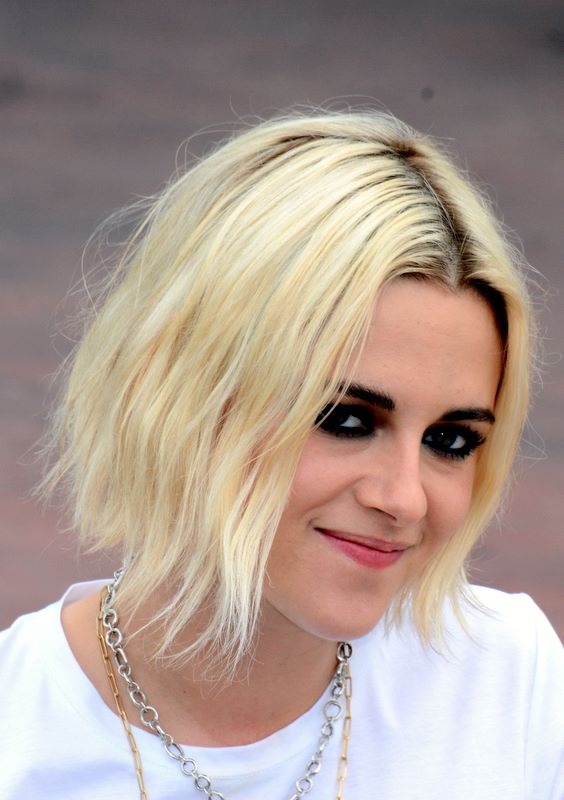
Stewart en el Festival Internacional de Cine de Cannes de 2016.

En mayo de 2016, se anunció que Stewart haría su debut como directora con un cortometraje para la editorial digital centrada en mujeres Refinery29. Sería parte de su ShatterBox Anthology. El cortometraje, titulado Come Swim, tuvo su estreno mundial en el Festival de Cine de Sundance de 2017. En junio, Stewart apareció en una campaña publicitaria de video para Chanel. En 2017, Stewart fue coautora de una preimpresión de informática sobre el uso de técnicas de redes neuronales en la realización de su cortometraje Come Swim. Ese mismo año, Stewart presentó Saturday Night Live por primera vez con la invitada musical Alessia Cara, y fue invitada a unirse a la Academia de Artes y Ciencias Cinematográficas.

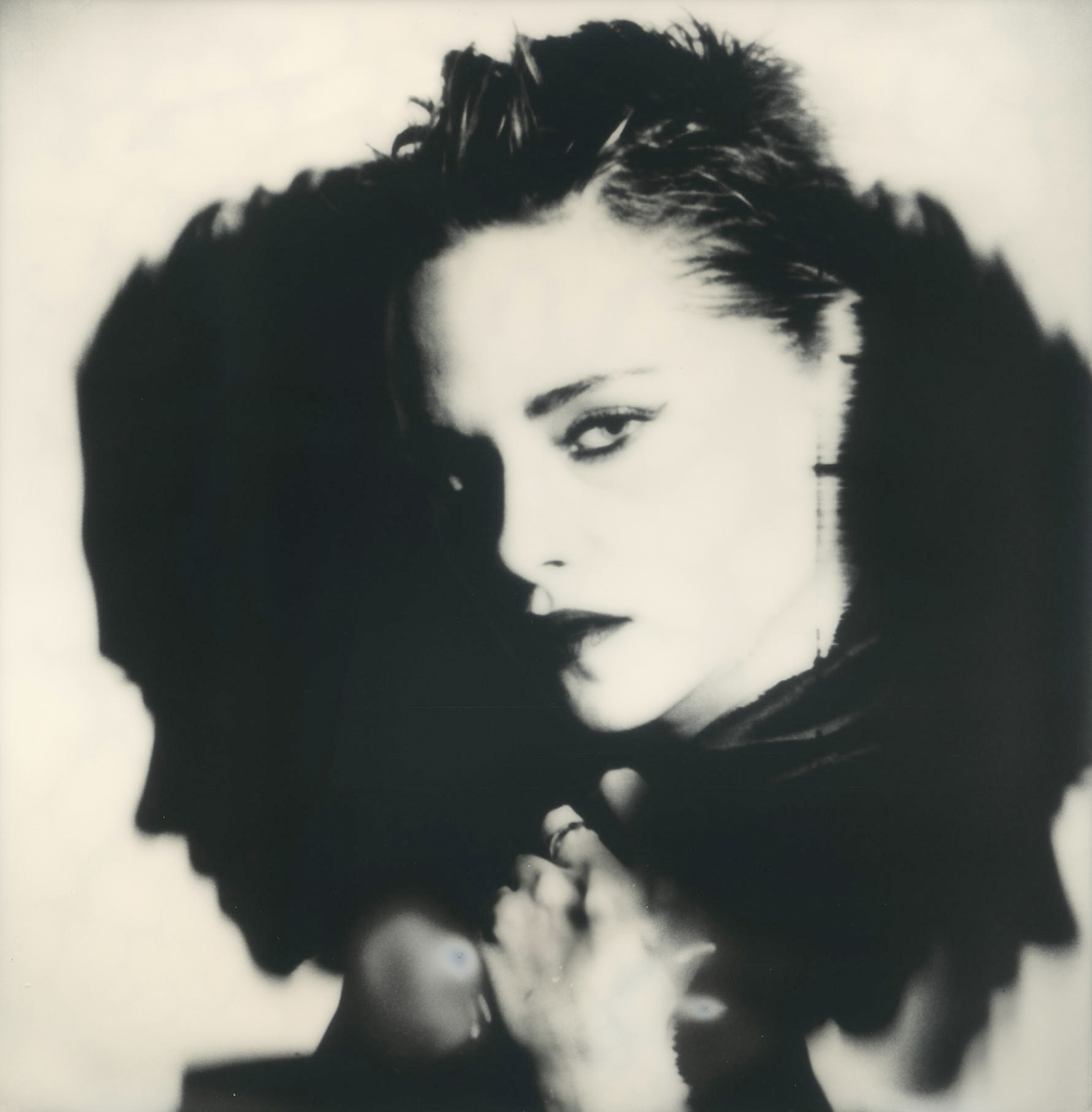
Stewart fotografiada por Oliver Mark en 2017.

En 2018, Stewart apareció junto a Chloë Sevigny en Lizzie, sobre Lizzie Borden, dirigida por Craig William Macneill, que tuvo su estreno mundial en el Festival de Cine de Sundance de 2018. Fue lanzado el 14 de septiembre de 2018 por Saban Films y Roadside Attractions. La película recibió críticas mixtas de los críticos. También protagonizó JT LeRoy, una película biográfica sobre Laura Albert, junto a Laura Dern y Diane Kruger. También apareció en el video musical de «If You Really Love Nothing» de Interpol. También se desempeñó como miembro del jurado de la competencia oficial del Festival Internacional de Cine de Cannes de 2018.
Stewart interpretó a la actriz Jean Seberg en Seberg, dirigida por Benedict Andrews. Se estrenó en el 76.ª edición del Festival Internacional de Cine de Venecia en agosto de 2019. Si bien la película recibió críticas mixtas, la actuación de Stewart recibió elogios. La revista Time declaró su actuación como la décima mejor actuación de 2019. Stewart regresó a la corriente principal de Hollywood con papeles protagónicos en la película de comedia de acción Charlie's Angels (2019) y la película de ciencia ficción Underwater (2020). Los críticos se mezclaron en sus reseñas de ambas películas, pero la actuación de Stewart en la primera fue bien recibida. Stewart escribió y dirigió un cortometraje titulado Crickets, como parte de la serie de antología Homemade que sigue las historias de 18 cineastas de todo el mundo durante el aislamiento por la pandemia de COVID-19. Fue coproducida por la productora de Pablo Larraín, Fábula. La serie fue lanzada en Netflix el 30 de junio de 2020. Más tarde, Stewart actuó junto a Mackenzie Davis en Happiest Season, una película de romance navideño LGBT dirigida por Clea DuVall, que se estrenó el 25 de noviembre de 2020.

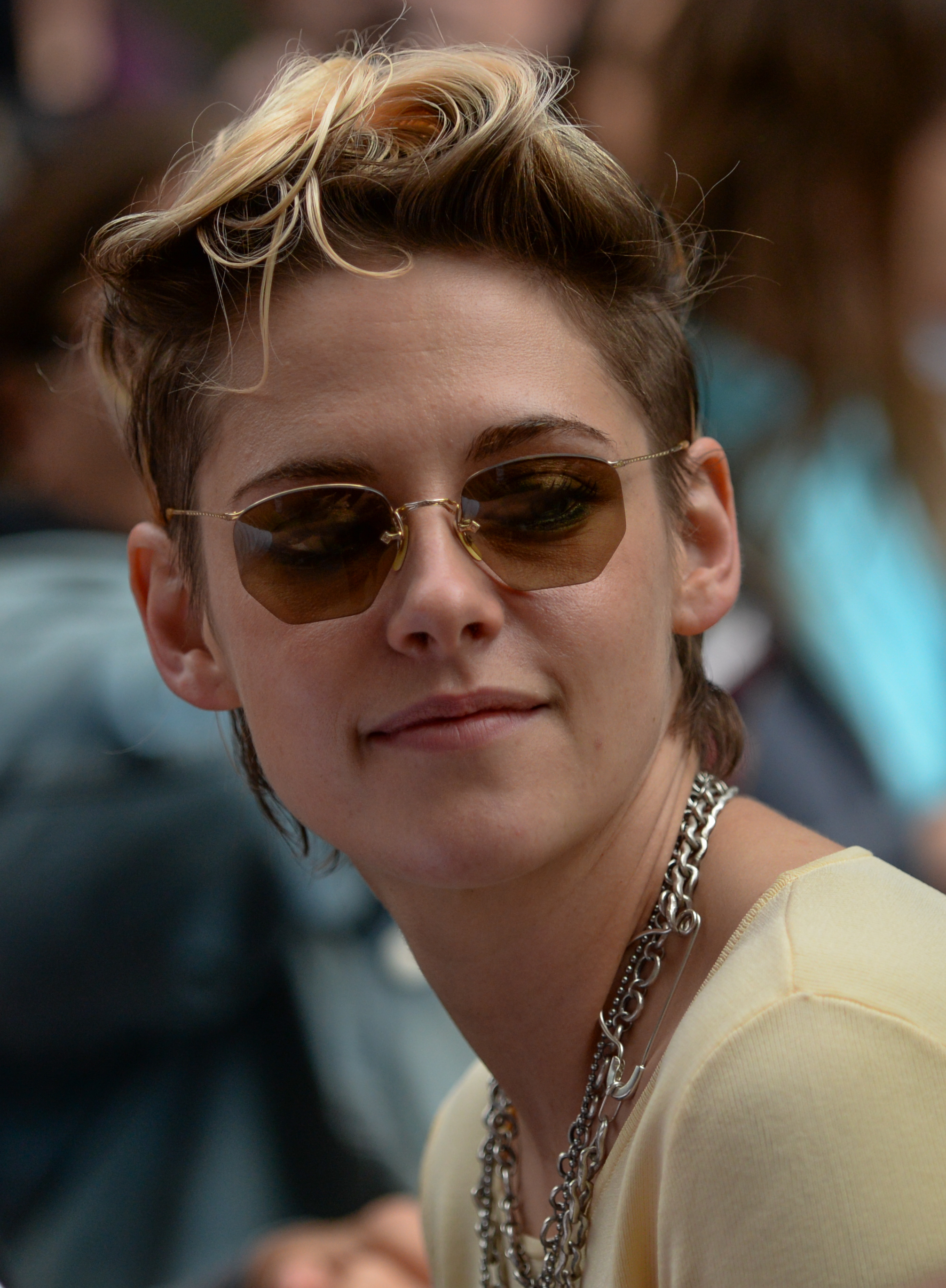
Stewart en el Festival Internacional de Cine de Toronto en 2019.

En junio de 2020, se anunció que Stewart había sido elegida como Diana, Princesa de Gales, en la película dramática biográfica Spencer de Pablo Larraín, que narra la decisión de Diana de divorciarse de Carlos, Príncipe de Gales. Trabajó con un entrenador de dialectos y estudió la postura de Diana para el papel. Al describir a Diana como alguien que «sobresale como una casa reluciente en llamas», Stewart dijo que «se sentía más libre, viva y capaz de moverse» en el papel que en cualquiera de sus proyectos anteriores. La película se estrenó en el 78.º Festival Internacional de Cine de Venecia en septiembre de 2021 y se estrenó en noviembre de ese mismo año. Los críticos elogiaron la interpretación de Diana de Stewart, con Jonathan Romney de Screen Daily describiéndola como «frágil, tierna, a veces juguetona y no un poco extraña» y Kyle Buchanan de The New York Times consideró su papel como «un meta golpe de genialidad». Stewart recibió nominaciones para el Premio Óscar a la mejor actriz y el Globo de Oro a la mejor actriz en una película dramática por su actuación.
Stewart interpretó a una investigadora en la película Crimes of the Future. Se estrenó en el Festival Internacional de Cine de Cannes de 2022. En su reseña, Todd McCarthy de Deadline Hollywood describió la interpretación de Stewart como «extrañamente nerviosa».
En 2023, Stewart fue seleccionado presidente del jurado de la sección de competencia del 73º Festival Internacional de Cine de Berlín, encabezando el panel de jueces de la 73.ª edición que se celebró del 16 al 26 de febrero. Con 32 años, ha sido la presidenta del jurado más joven del festival.  En 2024, Stewart protagonizó el thriller romántico Love Lies Bleeding, de la escritora y directora Rose Glass.  Se estrenó en el Festival de Cine de Sundance 2024 el 20 de enero.

#### Próximos proyectos
Stewart escribirá y dirigirá una adaptación cinematográfica de las memorias de la escritora Lidia Yuknavitch The Chronology of Water, que marcaría su debut como directora de largometraje. Está asignada para interpretar a Joan Vollmer, el miembro femenino más destacado de la Generación Beat, junto a Ben Foster en su debut como director sin título, una adaptación cinematográfica de las primeras obras y cartas de William S. Burroughs. Stewart también interpretará a Susan Sontag en una película biográfica titulada Sontag.

## Vida personal

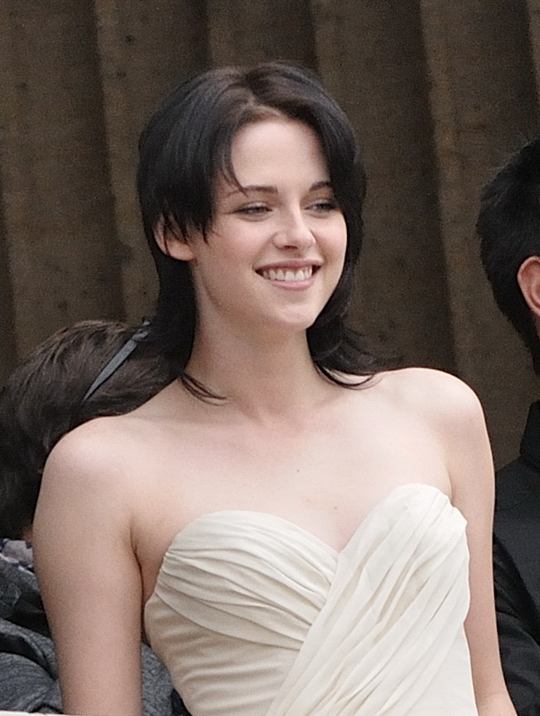
Stewart durante el estreno de The Twilight Saga: New Moon en París en 2009.

Stewart reside en Los Ángeles. En 2017, afirmó ser bisexual y dijo: «No estás confundido si eres bisexual. No es confuso en absoluto. Para mí, es todo lo contrario». Antes de esto, fue consultada acerca de su sexualidad, tras rumores de que estaba en una relación con una mujer, se expresó:

«Si sientes que te quieres definir a ti misma, y tienes la habilidad de articular esos parámetros, entonces hazlo. Pero yo soy una actriz. Vivo en la jodida ambigüedad de esta vida y la amo. Siento que no sería sincero para mí hacer como «¡estoy saliendo del armario!».

 En 2019, Stewart habló sobre el impacto percibido de su sexualidad sobre el éxito de su carrera, diciendo que le habían advertido que no fuera pública con su novia para que alguien pudiera darle un papel principal. Ella dijo: «No quiero trabajar con gente así». Stewart se identifica como feminista. Ella sufre de equinofobia, el miedo a los caballos.
Stewart salió con Anton Yelchin cuando estaban filmando Fierce People; ella lo describió como su «primer corazón roto». Después de su separación, Stewart salió con su coprotagonista de Speak, Michael Angarano, desde 2005 hasta principios de 2009. Estuvo en una relación de cuatro años con su coprotagonista de Twilight, Robert Pattinson desde 2009 hasta 2012. Mientras salía con Pattinson, Stewart fue fotografiada en julio de 2012 con su director de Snow White & the Huntsman, Rupert Sanders, revelando una infidelidad por parte de la actriz; el día que se publicaron las fotos, tanto Stewart como Sanders, quien estaba casado en ese momento, se disculparon públicamente. En una entrevista con GQ, cuando se le preguntó por qué se mostró reacia a hablar de la relación a pesar de lo evidente que era, Stewart respondió:

«Sí, ya sé que es [...] Gran parte de mi vida es tan fácil de encontrar en Google. Quiero decir que es como «vamos, chicos, ¡es tan obvio!».

Asimismo, cuando se le preguntó por qué se niega a hablar de su vida, Stewart respondió:

«Soy egoísta. Soy como, '¡Esto es mío!' Y me gusta mantener todo lo que es mío de esa manera. Es un pequeño juego divertido de jugar y es una pendiente resbaladiza. Siempre me digo a mí misma que nunca voy a regalar nada, porque nunca hay un punto de beneficio para mí. Te garantizo cuando me case o tenga un bebé, todo el mundo va a querer saber el nombre de mi hijo y yo no lo voy a decir por años».

Desde mediados de 2013 hasta el otoño de 2016, Stewart estuvo en una relación con la productora de efectos visuales Alicia Cargile. En marzo de 2016, en una entrevista para la revista W, se confirmó que la cantante y actriz francesa Soko mantenía una relación con Stewart. Desde finales de 2016 hasta finales de 2018, estuvo en una relación con la modelo neozelandesa Stella Maxwell. Stewart ha estado en una relación con la guionista Dylan Meyer desde 2019. En noviembre de 2021 anunció su compromiso con Meyer.
En 2012, Stewart firmó y donó el vestido que usó en el estreno de The Twilight Saga: Breaking Dawn - Part 2 a una subasta de CharityBuzz en beneficio del Fondo de ayuda Sandy de la Fundación Robin Hood, que brinda apoyo a largo plazo a los afectados por el Huracán Sandy. En 2016 participó en la construcción de una escuela en Nicaragua a través de la organización sin fines de lucro buildOn, con el objetivo de brindar a los niños la oportunidad de educarse en un espacio seguro y romper el ciclo de la pobreza y el analfabetismo. Al año siguiente, recaudó $500,000 para el alivio del Huracán Sandy al reunirse con un «príncipe de Medio Oriente» anónimo durante 15 minutos.
Stewart ocupó el puesto número 7 en la lista de AskMen de Top 99 Women para 2013. Glamour UK la nombró la mujer mejor vestida en 2012, 2013 y 2016. En 2020, Stewart recibió el premio a la Actriz de la década de la Asociación de Críticos de Hollywood.
En 2025 contrajo matrimonio con la guionista Dylan Meyer, con quien mantuvo una relación desde 2019.

## Filmografía

### Largometrajes
| Año  | Título                                    | Personaje                    | Director                    | Ref     |
| ---- | ----------------------------------------- | ---------------------------- | --------------------------- | ------- |
| 1999 | The Thirteenth Year                       | Niña                         | Duwayne Dunham              |         |
| 2000 | Los Picapiedra en Viva Rock Vegas         | Niña                         | Brian Levant                | [ 144 ] |
| 2001 | La seguridad de los objetos               | Sam Jennings                 | Rose Troche                 |         |
| 2002 | La habitación del pánico                  | Sarah Altman                 | David Fincher               |         |
| 2003 | Cold Creek Manor                          | Kristen Tilson               | Mike Figgis                 |         |
| 2004 | Speak                                     | Melinda Sordino              | Jessica Sharzer             |         |
| 2004 | Catch That Kid                            | Maddy Phillips               | Bart Freundlich             |         |
| 2004 | Undertow, legado de violencia             | Lila                         | David Gordon Green          |         |
| 2005 | Fierce People                             | Maya Osbourne                | Griffin Dunne               |         |
| 2005 | Zathura: A Space Adventure                | Lisa Budwing                 | Jon Favreau                 | [ 18 ]  |
| 2007 | The Messengers                            | Jess Solomon                 | Los hermanos Pang           |         |
| 2007 | Entre mujeres                             | Lucy Hardwicke               | Jon Kasdan                  |         |
| 2007 | The Cake Eaters                           | Georgia Kaminski             | Mary Stuart Masterson       | [ 20 ]  |
| 2007 | Into the Wild                             | Tracy Tatro                  | Sean Penn                   |         |
| 2008 | The Yellow Handkerchief                   | Martine                      | Udayan Prasad               |         |
| 2008 | What Just Happened                        | Zoe                          | Barry Levinson              |         |
| 2008 | Jumper                                    | Sophie cameo                 | Doug Liman                  |         |
| 2008 | Crepúsculo                                | Isabella «Bella» Swan        | Catherine Hardwicke         | [ 23 ]  |
| 2009 | Adventureland                             | Emily «Em" Lewin             | Greg Mottola                | [ 27 ]  |
| 2009 | The Twilight Saga: New Moon               | Isabella «Bella» Swan        | Chris Weitz                 | [ 30 ]  |
| 2010 | The Runaways                              | Joan Jett                    | Floria Sigismondi           | [ 35 ]  |
| 2010 | The Twilight Saga: Eclipse                | Isabella «Bella» Swan        | David Slade                 | [ 33 ]  |
| 2010 | Welcome to the Rileys                     | Mallory / Allyson            | Jake Scott                  |         |
| 2011 | The Twilight Saga: Breaking Dawn - Part 1 | Isabella «Bella» Cullen-Swan | Bill Condon                 | [ 43 ]  |
| 2012 | On the Road                               | Marylou                      | Walter Salles               |         |
| 2012 | Snow White & the Huntsman                 | Blancanieves                 | Rupert Sanders              | [ 48 ]  |
| 2012 | The Twilight Saga: Breaking Dawn - Part 2 | Isabella «Bella» Cullen      | Bill Condon                 | [ 50 ]  |
| 2012 | K-11                                      | Secretaria de ray            | Jules Stewart               |         |
| 2014 | Camp X-Ray                                | Amy Cole                     | Peter Sattler               | [ 56 ]  |
| 2014 | Clouds of Sils Maria                      | Valentine                    | Olivier Assayas             |         |
| 2014 | Siempre Alice                             | Lydia Howland                | Richard Glatzer & Wash West | [ 69 ]  |
| 2015 | American Ultra                            | Phoebe Larson                | Nima Nourizadeh             | [ 71 ]  |
| 2015 | Equals                                    | Nia                          | Drake Doremus               |         |
| 2015 | Anesthesia                                | Sophie                       | Tim Blake Nelson            |         |
| 2016 | Certain Women                             | Beth Travis                  | Kelly Reichardt             |         |
| 2016 | Billy Lynn's Long Halftime Walk           | Kathryn Lynn                 | Ang Lee                     |         |
| 2016 | Personal Shopper                          | Maureen                      | Olivier Assayas             | [ 75 ]  |
| 2016 | Café Society                              | Vonnie                       | Woody Allen                 |         |
| 2018 | Lizzie                                    | Bridget Sullivan             | Craig Macneill              |         |
| 2018 | JT LeRoy                                  | Savannah Knoop               | Justin Kelly                |         |
| 2019 | Charlie's Angels                          | Sabina Wilson                | Elizabeth Banks             | [ 100 ] |
| 2019 | Seberg                                    | Jean Seberg                  | Benedict Andrews            |         |
| 2020 | Underwater                                | Norah Price                  | William Eubank              | [ 145 ] |
| 2020 | Happiest Season                           | Abby                         | Clea DuVall                 |         |
| 2021 | Spencer                                   | Diana de Gales               | Pablo Larraín               | [ 146 ] |
| 2022 | Crimes of the Future                      | Timlin                       | David Cronenberg            |         |
| 2024 | Love Lies Bleeding                        | Lou                          | Rose Glass                  | [ 115 ] |
| 2024 | Love Me                                   | Me                           | Sam y Andy Zuchero          |         |
| 2024 | Sacramento                                | Rosie                        | Michael Angarano            |         |

### Cortometrajes
| Año  | Título original  | Personaje     | Director           |
| ---- | ---------------- | ------------- | ------------------ |
| 2007 | Cutlass          | Robin (Joven) | Kate Hudson        |
| 2014 | 9 Kisses         | Fan           | Elaine Constantine |
| 2015 | Once and Forever | Coco Chanel   | Karl Lagerfeld     |
| 2019 | Ru's Angels      | Sabina Wilson | Benedict Andrews   |

### Vídeos musicales
| Año  | Título                     | Artista            |
| ---- | -------------------------- | ------------------ |
| 2011 | I Was Broken               | Marcus Foster      |
| 2014 | Just One Of The Guys       | Jenny Lewis        |
| 2016 | Ride 'Em On Down           | The Rolling Stones |
| 2018 | If You Really Love Nothing | Interpol           |

### Créditos como directora
| Año  | Título                  | Notas                                                   |
| ---- | ----------------------- | ------------------------------------------------------- |
| 2014 | "Take Me To The South"  | Vídeo musical de Sage + the Saints                      |
| 2017 | Come Swim               | Cortometraje, parte de la serie de ShatterBox Anthology |
| 2017 | "Down Side of Me"       | Video musical de Chvrches                               |
| 2020 | Crickets                | Cortometraje, parte de la serie de antología Homemade   |
| 2023 | The Film                | Cortometraje/vídeo musical de Boygenius                 |
| —    | The Chronology of Water | Debut como directora de largometrajes                   |

## Reconocimientos
Stewart ha recibido un Premio César, un Premio del Festival de Cine de Milán, un Premio Young Artist y el Premio BAFTA a la estrella emergente. Ganó el Premio de la Sociedad Nacional de Críticos de Cine, el Círculo de Críticos de Cine de Nueva York y el Premio de la Sociedad de Críticos de Cine de Boston a la mejor actriz de reparto por su actuación en Clouds of Sils Maria. También ha sido nominada a un Premio Óscar a la mejor actriz por su actuación en Spencer.